# كوبري التاريخ
كوبري التاريخ هو كوبري يقع بمنطقة القباري بحي غرب بمدينة الإسكندرية في مصر، يُعتبر أقدم كوبري في مصر حيث تم البدأ في إنشاؤه سنة 1808 وتم افتتاحه سنة 1839 وذلك في عهد والي مصر محمد علي باشا، يبلغ طول الكوبري 125 متر وعرض 27 متر، ويعبر الكوبري فوق مسار قديم لترعة المحمودية.